# Anne Applebaum
Anne Elizabeth Applebaum (Washington, 25 de julho de 1964) é uma escritora e jornalista norte-americana. 
Premiada com o Prêmio Pulitzer, Applebaum escreve principalmente sobre o comunismo e o desenvolvimento da sociedade civil na Europa Oriental e Central. Editou a revista The Economist e foi membro do conselho editorial do The Washington Post (2002-2006) e da revista Slate. Atualmente, Applebaum é redatora da The Atlantic.

## Biografia
Nascida em Washington, D.C., em 1964, é filha de Harvey M. Applebaum e Elizabeth Applebaum, em uma família judaica reformista. Seus avós vieram da Europa, do que hoje é a Bielorrússia. Formou-se pela Sidwell Friends School, em 1982. Obtebe um bacharelado em Artes com habilitação em História e Literatura pela Universidade de Yale, em 1986, e na London School of Economics concluiu o mestrado em relações internacionais , em 1987.
Estudou no Colégio St. Antony, em Oxford, antes de se mudar para Varsóvia, Polônia, em 1988, como correspondente do The Economist.

## Carreira
Applebaum foi editora do The Spectator, e colunista do Daily Telegraph e Sunday Telegraph. Também escreveu para o The Independent. Trabalhando para The Economist, forneceu a cobertura de importantes transições sociais e políticas na Europa do Leste, antes e depois da queda do Muro de Berlim em 1989.
Em 1992, ela foi premiada com o Charles Douglas-Home Memorial Trust Award. Applebaum morou em Londres e Varsóvia durante a década de 1990, e foi durante vários anos colunista do jornal londrino Evening Standard.

## Publicações
Seu primeiro livro, Entre o Oriente e o Ocidente, é um relato de viagem, e foi premiado com o prêmio Adolph Bentinck em 1996. Seu segundo livro, Gulag: Uma História, foi publicado em 2003 e premiado em 2004 com o Prêmio Pulitzer de Não Ficção Geral.
Applebaum é fluente em inglês, francês, polaco e russo.
Em 24 de maio de 2006, ela deixou Washington para viver novamente na Polônia.
Em fevereiro de 2008, foi premiada com a Ordem da Cruz da Terra Mariana, da Estônia.  E em 2010, ela recebeu o prêmio húngaro Petőfi em Budapest.

## Vida pessoal
Applebaum casou-se em 1992 com o ministro polaco das Relações Exteriores Radoslaw Sikorski. Eles têm dois filhos, Aleksander e Tadeusz.